# Подхулдочи
Подхулдо́чи (бур. Хадхалдочи) — село на западе Джидинского района Бурятии. Входит в сельское поселение «Нижнеторейское».

## География
Расположено в 9 км к северу от региональной автодороги Р440 Гусиноозёрск — Петропавловка — Закаменск, в 13 км к северо-западу от центра сельского поселения — села Нижний Торей (25 км по автодороге Р440) в межгорной долине южных отрогов хребта Малый Хамар-Дабан.

## История
Долина Подхулдочи заселена в середине XVIII века сонго́лами — выходцами из центральной Халхи (Монголия). Название происходит от бурятского слова хадхал, в переводе клин — узкая, короткая долина в отличие от более крупных речных долин левых притоков реки Джиды, заселённых сарту́лами, выходцами из западной Монголии. В конце XVIII века жители были переведены в казачье сословие.
К концу 1990-х годов село опустело ввиду оттока населения в районный центр и другие сёла. Ныне имеется тенденция к возрождению села, организованы фермерские хозяйства.

## Население
| 2002 | 2010 |
| ---- | ---- |
| 0    | ↗9   |